# Loxogramme avalanchia
Loxogramme avalanchia là một loài dương xỉ trong họ Polypodiaceae. Loài này được R.D.Dixit & Silpi Das mô tả khoa học đầu tiên năm 1997.
Danh pháp khoa học của loài này chưa được làm sáng tỏ. 